# Don L. Anderson
Don Lynn Anderson (Frederick, 5 marzo 1933 – Cambria, 2 dicembre 2014) è stato un geologo statunitense.
Laureatosi nel 1955, fu ricercatore dal 1962 al 1963, professore associato sino al 1968 e docente di geofisica dal 1969. Diresse inoltre il laboratorio sismologico nazionale dal 1967 al 1989. Le sue ricerche, tenendo conto di diversi ambiti scientifici, chiaririono la composizione degli strati terrestri tra 400 e 660 km nel mantello. Grazie alle sue ricerche, nel 1998 fu insignito della National medal of science e del Premio Crafoord.